# Aire urbaine de Rumilly
L'aire urbaine de Rumilly est une ancienne aire urbaine française centrée sur l'unité urbaine de Rumilly, en Haute-Savoie. Elle a disparu lors du redécoupage des aires et unités urbaines de 2010, l'INSEE considérant dorénavant que les communes qui la composaient sont « multipolarisée des grands pôles », c'est-à-dire sous l'influence d'agglomérations voisines, celles d'Annecy et de Chambéry.

## Caractéristiques
D'après la définition qu'en donne l'INSEE, l'aire urbaine de Rumilly est composée de 6 communes, situées dans la Haute-Savoie. Ses 15 020 habitants font d'elle la 309e aire urbaine de France.
2 communes de l'aire urbaine sont des pôles urbains.
Le tableau suivant détaille la répartition de l'aire urbaine sur le département (les pourcentages s'entendent en proportion du département) :
| Département  | Communes | Communes (%) | Superficie (km²) | Superficie (%) | Population (1999) | Population (%) |
| ------------ | -------- | ------------ | ---------------- | -------------- | ----------------- | -------------- |
| Haute-Savoie | 6        | 2,0          | 76,29            | 1,7            | 15 020            | 2,4            |

## Communes
Voici la liste des communes françaises de l'aire urbaine de Rumilly.
| Code INSEE | Commune  | Type                  | Département  | Superficie (km²) | Population (1999) | Densité (hab./km²) |
| ---------- | -------- | --------------------- | ------------ | ---------------- | ----------------- | ------------------ |
| 74035      | Bloye    | Commune monopolarisée | Haute-Savoie | +0004,4          | +00 000428,       | +00097,27          |
| 74151      | Lornay   | Commune monopolarisée | Haute-Savoie | +0009,65         | +00 000353,       | +00036,58          |
| 74170      | Massingy | Commune monopolarisée | Haute-Savoie | +0012,34         | +00 000612,       | +00049,59          |
| 74192      | Moye     | Commune monopolarisée | Haute-Savoie | +0023,8          | +00 000849,       | +00035,67          |
| 74225      | Rumilly  | Pôle urbain           | Haute-Savoie | +0016,89         | +00011 230,       | +00664,89          |
| 74255      | Sales    | Pôle urbain           | Haute-Savoie | +0009,21         | +0 0001 548,      | +00168,08          |
|            | Total    |                       |              | +0076,29         | +00015 020,       | +00196,88          |